# スターリング・レコード (アメリカ合衆国)
スターリング・レコード（Sterling Records Inc.）は、かつて1940年代後半にアメリカ合衆国に存在したニューヨークのレコードレーベル。ハンク・ウィリアムズがMGMレコード（MGM Records）と契約する前に、最初にレコードを出したレーベルとして広く知られている。

## 最初期
1945年、スターリング・レコードは「古典的ジャズと黒人向けレコード (Classic Jazz and Race Records)」を標榜し、黒人音楽のレーベルとして新しく登場した。最初にリリースしたのは、リレット・トマス（Lillette Thomas）という黒人女性ブルース歌手によるレコード番号100番「Blues For My Daddy / Lillette's Boogie」と101番「Variety Blues / That's What Happened To Me」であった。これに続いてバディ・バンクス・セクステット（Buddy Banks Sextet）による102番「I Need It Bad / Banks' Boogie」がリリースされた。 

## ハンク・ウィリアムズ
ハンク・ウィリアムズは、演奏者としてのロイヤルティーを放棄する代わりにセッション1回につき250ドルを受け取るという条件でスターリング・レコードと契約し、ナッシュビルのラジオ局WSMのスタジオで、1946年12月11日と1947年2月11日にセッションを行い、そこから8曲が4枚の78回転盤となってリリースされた。ハンク・ウィリアムズの作品は、レコード番号201番「Calling You / Never Again (Will I Knock on Your Door)」、204番「Wealth Won't Save Your Soul / When God Comes and Gathers His Jewels」、208番「I Don't Care (If Tomorrow Never Comes) / My Love for You (Has Turned to Hate)」、210番「Honky Tonkin' / Pan American」でいずれも1947年のリリースであった。ハンク・ウィリアムズがMGMレコードへ移籍した後、スターリング・レコードはウィリアムズの録音原盤権をMGMレコードに売却し、MGMはスターリングと同じ音源からレコードを制作したが、「ホンキー・トンキン」だけは再録音したものを発売した。

## オクラホマ・ラングラーズ
ハンク・ウィリアムズの最初の録音セッションでバックを務めたのは、ウィリス・ブラザーズ（The Willis Brothers）として知られるウィリス兄弟のグループで、当時はオクラホマ・ラングラーズ（Oklahoma Wranglers）と名乗っていた。オクラホマ・ラングラーズ名義の78回転盤は、ハンク・ウィラムズの最初のセッションと同じ日に録音されたレコード番号203番「I Can't Go On This Way / You Don't Have To Worry」、204番「Farther And Farther Apart / I'm Sorry If That's The Way You Feel」が、スターリング・レコードからリリースされた。

## ジミー・ウェイクリー
やはり、カントリー歌手のジミー・ウェイクリー（Jimmy Wakely）も、1948年にレコード番号213番「Cool Water / Saddle Pals」、214番「If You Can't Go Right / I've Got Nuggets In My Pockets」をスターリング・レコードからリリースしている。その後、スターリング・レコードの破産手続きがとられた1952年に、ウェイクリーは、かつて別のレコード会社で録音した原盤をスターリング・レコードが勝手に使ったとして訴訟を起こし、原盤権が自分にあることを確認させた。